# Cousinia hazarensis
Cousinia hazarensis là một loài thực vật có hoa trong họ Cúc. Loài này được Mirtadz. & Attar mô tả khoa học đầu tiên năm 2004.